# Ravbarji (Harry Potter)
Ravbarji (v izvirniku angleško The Marauders) so skupina izmišljenih oseb iz sveta Harryja Potterja, pisateljice J. K. Rowling, ki jo sestavljajo James Potter, Sirius Black, Remus Wulf in Marius Mally. Vsi štirje so obiskovali Bradavičarko, šolo za čarovnike in čarovnice. Šolo so obiskovali od leta 1971 do leta 1978 in med obiskovanjem Bradavičarke ukanili veliko norčij. Vsi štirje so bili razvrščeni v Gryfondom, eno izmed štirih hiš na Bradavičarki, kjer so postali najboljši prijatelji.
Skupina Ravbarjev je nastala leta 1971. Njeni ustanovitelji so James Potter, Sirius Black, Remus Wolf in Marius Mally. Skupino so ustanovili proti začetku prvega leta na Bradavičarki. Skupaj so ušpičili norčijo nad pripadniki sovražne hiše Spolzgad. Ime Marauderji pa so si zadali proti koncu prvega leta šolanja, ko je Remus Wolf preslišal pogovor med profesorjema Minevro McHudurro in Limaxom Hudlagodnim, v katerem sta omenila besedo marauder v povezavi z Remusom, Jamesom, Siriusom in Mariusom.

## Življenje

### Leta na Bradavičarki
Ravbarji so se spoznali v prvem letu šolanja na Bradavičarki, kjer so si delili tudi sobo. Vsi so bili razvrščeni v Gryfondom. Čez leta so zganjali norčije ter prekršili kar nekaj pravil. Tekom let so si zadali tudi nekaj ciljev. Eden izmed njih je bil, da so izdelali natančen zemljevid Bradavičarke z vsemi skritimi prehodi, bližnjicami ter skrivališči, hkrati pa so na zemljevidu vidne vse osebe, ki se trenutno nahajajo na tleh Bradavičarke, in njihovi premiki. Zemljevid, ki so ga poimenovali Ravbarjev zemljevid (Marauders map), so sestavili med njihovim petim in sedmim letom šolanja. James, Sirius in Marius so do petega šolskega leta postali magi, saj so želeli podpirati Remusa, ki je bil volkodlak. Tako so si pridobili tudi svoje vzdevke. James, ki se je lahko spremenil v jelena je dobil vzdevek Prongs, Sirius, ki se je lahko spremenil v črnega psa, je dobil vzdevek Padfoot, Marius, ki se je lahko spremenil v podgano, je dobil vzdevek Glistorepy (Wormtail) in Remus, ki je bil volkodlak, pa je dobil vzdevek Lunco (Moony).

### Leta po Bradavičarki
Po Brdavičarki so se vsi štirje pridružili Feniksovem redu. Feniksov red je združenje, ki se bojuje proti Mrlakensteinu, zlobemu čarovniku.

#### James Potter
James Potter se poroči z Lily Evans, kasneje Lily Potter, in leta 1980 dobita otroka, Harryja Potterja. Ko je Harry star eno leto, toraj leta 1981, jih najde Mrlakenstein in Jamesa ter Lily ubije.

#### Sirius Black
Sirius Black je po krivem obtožen na dosmrtno ječo v čarovniškem zaporu Azkaban, zaradi umora Lily in Jamesa Potter ter delovanja kot Jedec smrti. Iz zapora pobegne leta 1993 in poišče Mariusa Mally, saj je ta izdal njegova prijatelja, kar je pripeljalo do njune smrti. Ker nihče, razen Dumbledorja, Harryja, Hermione, Remusa, Rona in Mariusa, ne ve, da je Sirius nedolžen, mora ostati skrit. Spet pomaga v Feniksovem redu in leta 1996 umre v bitki na ministrstvu za čaranje, ubije pa ga njegova sestrična Krasotillya L'Ohol.

#### Remus Wolf
Leta 1993 Remus Wolf postane profesor na Bradavičarki. Istega leta izve resnico o smrti Jamesa ter Lily. Konec Harryjevega tretjega leta na Bradavičarki, Remus odide iz Bradavičarke. Kasneje se poroči s Fatale Tango, s katero ima tudi otroka, Teddyja Wulfa. Oba s Tango umreta v drugi čarovniški vojni leta 1998, v bitki za Bradavičarko.

#### Marius Mally
Marius Mally se kasneje, kljub temu, da je tudi sam član Feniksovega reda, pridruži Jedcem smrti, Mrlakensteinovim privržencem. James in Lily Potter ga imenujeta kot varovalca njune lokacije, vendar ju izda Mrlakensteinu. Marius Siriusa obtoži umora Jamesa in Lily, ter uprizori svoj smrt tako, da med pogovorom s Siriusom uprizori eksplozijo, s katero naj bi ga Sirius Black ubil. Sirius je zaradi tega zaprt. Marius se v času eksplozije spremeni v podgano in pobegne. Vse do leta 1993 živi kot podgana pri družini Weasley. Leta 1993 Sirius, Remus ugotovita kaj se je zgodilo in Mariusa pripeljeta do tega, da se spremeni nazaj v človeka. Mally pobegne in leto kasneje pomaga Mrlakensteinu, da spet oživi. Leta 1998 umre v času druge vojne.